# Kanuverein Laubegast Dresden
Der Kanuverein Laubegast ist ein deutscher Kanusportverein mit Sitz in Dresden.
Die zuletzt international erfolgreichste Sportlerin des Vereins ist Gesine Ruge. Sie gewann bei den Kanurennsport-Weltmeisterschaften 2007 in Duisburg eine Gold- und eine Bronzemedaille.

## Geschichte
Die Gründung des Vereins geht auf das Jahr 1928 zurück. Nach einer wechselvollen Zeit Anfang und Mitte des letzten Jahrhunderts konnten sich die Mitglieder ab 1950 ausschließlich auf den Kanusport und den Ausbau ihres Bootshauses konzentrieren. Der damalige Name des Vereins lautete BSG Motor Dresden Ost. Erste große Erfolge im Kanurennsport, darunter der DDR-Meistertitel durch Horst Genäuß 1951 oder Weltmeister Eduard Augustin 1969 (für SC Einheit Dresden), stellten sich ein.
Als großes Talent der 1970er und 1980er Jahre zeigte sich Carsta Genäuß. Zwischen 1975 und 1985 gewann sie mehrfach bei Welt- und Europameisterschaften und 1980 wurde sie in Moskau Olympiasieger im KII. Aber auch ohne in die staatliche Leistungssportförderung des DDR-Sportsystems eingebunden zu sein, brachte die damalige BSG Pentacon Dresden sehr erfolgreiche Sportler hervor. Besonders zu erwähnen ist Rita Zimmermann. Sie wurde 1987 DDR-Spartakiade-Meisterin, durfte allerdings wegen ihrer Weigerung, ins Leistungssportförderzentrum zu wechseln, nicht mehr national und international starten.
Im November 1990 wurde der Verein mit seinem derzeitigen Namen neugegründet. Die ersten nationalen sportlichen Erfolge im wiedervereinten Deutschland erreicht der Vierer-Kajak der Schülerklasse mit Lars Augustin, Clemens Kimmel, Janko Förster und Dan Knobloch 1993 in München als erster gesamtdeutscher Meister des Vereins. Im folgenden Jahr toppten Annett Breuer und Katrin Steinbock-Eich diesen Erfolg (auf der Marathonstrecke) und holten sich nach dem Deutschen Meistertitel auch den 6. Platz bei den Weltmeisterschaften. Im gleichen Jahr gründet der Verein eine Sektion Drachenbootsport und zählt danach über 200 Mitglieder.
Seit 1997 trägt der Verein sich selbst, gestützt von Zuschüssen der Stadt Dresden. Der Fokus der Vereinsarbeit liegt neben den Wettkämpfen im Kajak (Juniorenweltmeister Lars Augustin; Deutsche Vizemeister Clemens Kimmel, Janko Förster und Robert Römer) auch auf der Modernisierung des Vereinshauses. Abgeschlossen wurde sie zur Feier des 70-jährigen Bestehens.

## Heute
Heute bietet der Verein Training im Bereich Drachenboot und Kanurennsport sowie Fitnesskurse und Kindersport an.